# Nikolai Semjonowitsch Golowanow
Nikolai Semjonowitsch Golowanow (russisch Николай Семёнович Голованов; * 9. Januarjul. / 21. Januar 1891greg. in Moskau; † 28. August 1953 in Nikolina Gora, Rajon Swenigorod) war ein russisch-sowjetischer Dirigent, Komponist und Hochschullehrer.

## Leben
Golowanow stammte aus einer armen bürgerlichen Familie. Er studierte an der Synodalschule für Kirchengesang bei Wassili Orlow, Nikolai Danilin und Alexander Kastalski mit Abschluss 1909 als Chorleiter 1. Ordnung. Darauf war er Leiter des Moskauer Synodalchors und komponierte. Ab 1907 hatte er auch an der Synodalschule unterrichtet.
Golowanow studierte ab 1900 am Moskauer Konservatorium in Sergei Wassilenkos und Michail Ippolitow-Iwanows Klasse für Komposition mit Abschluss 1914. 1913 war er anlässlich des 100. Jahrestags der Völkerschlacht bei Leipzig in der Sing-Akademie zu Berlin aufgetreten. 1915 debütierte Golowanow als Dirigent in einem Konzert des Orchesters des Bolschoi-Theaters, worauf er Chormeister-Assistent des Theaters wurde. Ab 1916 trat er auch als Pianist auf und begleitete seine Frau Antonina Neschdanowa, Iwan Koslowski, Mark Reisen, Marija Maksakowa und Natalja Schpiller.
Nach der Oktoberrevolution wurde Golowanow 1919 Dirigent des Bolschoi-Theaters. Sein Debüt war Rimski-Korsakows Das Märchen vom Zaren Saltan. 1919 organisierte er zusammen mit Konstantin Stanislawski am Bolschoi-Theater ein Opernstudio, das 1926 das Opernstudiotheater und 1928 das Stanislawski-Operntheater wurde. 1923 inszenierte Golowanow zusammen mit dem Regisseur Wladimir Losski Rossinis Barbier von Sevilla als Parodie auf die avantgardistische Regietheater-Inszenierungen insbesondere von Wsewolod Meyerhold, indem alle Frauenrollen von Männern und Männerrollen von Frauen übernommen wurden.
Ab 1925 lehrte Golowanow am Moskauer Konservatorium in der Orchester- und Oper-Klasse. Zu seinen Schülern gehörten Leo Ginsburg und Michail Schukow. Golowanow leitete 1926–1929 das Symphonieorchester der Moskauer Philharmonie.
In dieser Zeit gab es eine politische Kampagne gegen Golowanow, die sogenannte Golowanowschtschina. Mitglieder von Komitees der Gewerkschaft und des Komsomol insbesondere aus dem Bolschoi-Theater, unterstützt von dem Komponisten Sergei Wassilenko und dem Dirigenten Ari Pasowski, warfen Golowanow vor, alte bürgerliche Sitten und Arbeitsmethoden auf das sowjetische Theater zu übertragen, junge Künstler nicht zu fördern und führenden Musikern zu hohe Honorare zuzuweisen. Tatsächlich hatte er sich der Aufführung neuer Opern sowjetischer Komponisten widersetzt. Maßnahmen der KPdSU und des Komsomol führten 1928 zu Golowanows Entlassung als Dirigent. In einem Brief vom 2. Februar 1929 an den Dramatiker Wladimir Bill-Belozerkowski bezeichnete Stalin die Golowanowschtschina als antisowjetisch, obwohl er eine Verfolgung Golowanows für normal hielt.
1929 gründete Golowanow das Opernradiotheater, dessen Chefdirigent er in den 1930er Jahren war. 1930 erhielt er seine Stellung am Bolschoi-Theaters zurück, um 1936 wieder entlassen zu werden.
1937 wurde Golowanow als Nachfolger Alexander Orlows künstlerischer Leiter und Chefdirigent des Großen Symphonieorchesters des Allrussischen Radiokomitees und des Opernradiotheaters des Allrussischen Radiokomitees. Er interpretierte die Musik eigenwillig, indem er beispielsweise Tempi anglich, Modest Mussorgskis Bilder einer Ausstellung ohne die Zwischenspielpromenaden spielte und in Mozarts Requiem eine Basstrompete einsetzte, wie Kurt Sanderling beschrieb. Daneben trat Golowanow 1936–1947 mit dem später nach Nikolai Ossipow benannten Volksmusikinstrumentenorchester auf und 1937–1940 mit dem Staatlichen Blasorchester der UdSSR.
1938 wurde Golowanow Leiter der Opernabteilung des Stanislawski-Operntheaters. Zusammen mit dem Regisseur Michail Kedrow inszenierte er Puccinis Madame Butterfly, Otto Nicolais Die lustigen Weiber von Windsor, Wladimir Krjukows Dmitri Donskoi (1946), Wassili Dechterjows Fürstin Mary (1947). Während des Deutsch-Sowjetischen Krieges war Golowanow in Moskau geblieben, hatte Konzerte gegeben, am Moskauer Konservatorium gelehrt und für den Rundfunk gearbeitet. Ab 1948 war er als Nachfolger Ari Pasowskis Chefdirigent des Bolschoi-Theaters bis zu seinem Tode. Sein Nachfolger war Alexander Melik-Paschajew.
Unter Golowanows Leitung waren unter anderem aufgeführt worden: Alexander Gretschaninows Nachtwache (1912, Moskauer Synodalchor), Nikolai Mjaskowskis 5., 6. (1924), 20. (1940), 22. (1942, Moskau) und 23. Sinfonie, Sergei Prokofjews 5. Klavierkonzert (1932) und 4. Sinfonie (1933), Tichon Chrennikows 2. Sinfonie (1942, Moskau, 2. Version 1943) und Sergei Rachmaninows Sinfonische Tänze (1943) und 3. Sinfonie (1943).
Golowanow starb in Nikolina Gora und wurde auf dem Moskauer Nowodewitschi-Friedhof begraben. Golowanows Nachfolger als Leiter des Tschaikowsky-Symphonieorchester des Moskauer Rundfunks wurde Alexander Wassiljewitsch Gauk.
Golowanows Kompositionen wurden nach seinem Tod kaum noch aufgeführt. Erst in der Spielzeit 2009–2012 wurde eine Reihe von Orchesterwerken vom Russischen Nationalorchester unter Michail Pletnjow aufgeführt. Der Moskauer Synodalchor präsentierte geistliche Werke, und seine Klaviermusik erklang nun wieder regelmäßig in Konzerten.

## Ehrungen
- Verdienter Künstler der RSFSR
- Orden des Roten Banners der Arbeit (1937)
- Volkskünstler der RSFSR (1943)
- Medaille „Für heldenmütige Arbeit im Großen Vaterländischen Krieg 1941–1945“[9]
- Stalinpreis I. Klasse (1946) für die Konzerttätigkeit[3]
- Volkskünstler der UdSSR (1948)
- Medaille „Für die Verteidigung Moskaus“ (1949)
- Stalinpreis I. Klasse (1949) für die Aufführung der Oper Boris Godunow Modest Mussorgskis[3]
- Stalinpreis I. Klasse (1950) für die Aufführung der Oper  Sadko Nikolai Rimski-Korsakows[3]
- Stalinpreis I. Klasse (1951) für die Aufführung der Oper Chowanschtschina Modest Mussorgskis[3]
- Leninorden (1951)